# Mlčení mužů
Mlčení mužů je český film z roku 1969.

## Děj
Dvanáctiletý Standa (Erik Pardus) se náhodou dostane k mrtvole starého muže a začíná pátrat po pachateli...

## Hrají
- Erik Pardus (Standa) - hlavní role
- Svatopluk Matyáš (Dr. Bohm)
- Václav Babka (Otec)
- Jana Štěpánková (Matka)
- František Solc (Škvor)
- Jitka Zelenohorská (úřednice na poště)